# №1 (албум Николије)
№1 (Number One) је деби албум српске певачице и реперке Николије Јовановић, издат 20. октобра 2016. године за Сити рекордс. На албуму се налази десет нумера с почетка Николијине каријере, које је објавила самостално са музичким спотовима или као синглове. Већина песама жанровски представљају спој ритам и блуз, поп-фолк и хип-хоп музике који је постао препознатљив за Николију. Са албума се између осталих издвајају песме Опасна игра и дует са Елитним одредима Алкохола литар као два највећа хита. 
Албум је доступан као компакт-диск у тиражу од 50.000 примерака и у дигиталној верзији.

## Синглови
Албум №1 садржи следеће синглове:
- "Ћао здраво" (дует са Течом), 9. април 2013.[2]
- "Алкохола литар" (дует са Елитним одредима и DJ Млађом), 31. август 2014.[3]
- "Опасна игра", 4. јун 2015.[4]
- "Љубавни манекен", 20. октобар 2015.[5]
- "Пуцај због нас", 14. октобар 2016.[6]
- "101 пропуштен позив", 14. октобар 2016.[7]

## Преглед песама
| №               | Назив                                                     | Аутор(и)                                                                   | Продуцент(и)                           | Трајање |  |
| 1.              | Нико као ми                                               | Ђорђе Ђорђевић, Марко Перуничић, Небојша Арежина                           | М. Перуничић, Н. Арежина               | 03:40   |  |
| 2.              | 101 пропуштен позив                                       | Ђ. Ђорђевић, Дамир Хандановић                                              | Д. Хандановић                          | 02:57   |  |
| 3.              | Како после мене                                           | Вуксан Билановић, М. Перуничић, Н. Арежина                                 | М. Перуничић, Н. Арежина               | 03:23   |  |
| 4.              | Николија                                                  | Марко Родић, М. Перуничић, Н. Арежина                                      | М. Перуничић, Н. Арежина               | 02:26   |  |
| 5.              | Пуцај због нас                                            | Ђ. Ђорђевић, Реља Поповић, Филип Младеновић, Сенад Бислими, Иван Обрадовић | С. Бислими, И. Обрадовић               | 03:36   |  |
| 6.              | Опасна игра                                               | Ђ. Ђорђевић, Р. Поповић, С. Бислими, И. Обрадовић, М. Перунчић, Н. Арежина | М. Перуничић, Н. Арежина               | 02:59   |  |
| 7.              | Алкохола литар (дует са ди-џеј Млађом и Елитним одредима) | Влада Матовић, Р. Поповић, Ђ. Ђорђевић, С. Бислими, И. Обрадовић           | Ди-џеј Млађа, С. Бислими, И. Обрадовић | 03:18   |  |
| 8.              | Ћао здраво (дует са Течом)                                | С. Пешић, М. Перуничић, Н. Арежина                                         | М. Перуничић, Н. Арежина               | 04:04   |  |
| 9.              | Плаво море                                                | Р. Поповић, Ђорђе Ђорђевић, С. Бислими, И. Обрадовић                       | С. Бислими, И. Обрадовић               | 03:52   |  |
| 10.             | Љубавни манекен                                           | Петар Стокановић                                                           | М. Перуничић, Н. Арежина               | 03:57   |  |
| Укупно трајање: | Укупно трајање:                                           | Укупно трајање:                                                            | Укупно трајање:                        | 34:52   |  |